# Lara van Ruijven
Lara Victoria van Ruijven (Naaldwijk, 28 december 1992 – Perpignan, 10 juli 2020) was een Nederlandse shorttrackster.

## Carrière
Van Ruijven nam in 2010 deel aan het wereldkampioenschap voor junioren waar ze tweede werd op de 500 meter en zesde overall. Ze werd meermaals Nederlands juniorenkampioen. Eind 2012 debuteerde ze bij de senioren. Met het Nederlands team werd ze in 2013 en 2014 Europees kampioen op de aflossing en in 2015 wonnen ze zilver.
Van Ruijven nam deel aan de Olympische Winterspelen 2014 in de 500 meter en de 3000 meter aflossing. 
In 2015 werd Van Ruijven Nederlands kampioene shorttrack. Tijdens de Olympische Winterspelen 2018 in Pyeongchang, Zuid-Korea, won ze een bronzen medaille op de 3000 meter aflossing, waar ze met Yara van Kerkhof, Jorien ter Mors en Suzanne Schulting een nieuw wereldrecord reed tijdens de B-finale en het team door (twee) penalty's (een straf in het shorttrack die betekent dat men gediskwalificeerd wordt) in de A-finale van China en Canada toch nog doorschoof naar de derde plaats.
Ze werd in 2019 op de 500 meter wereldkampioen, als eerste Nederlandse vrouw op een afstand.

## Privéleven
Van Ruijven groeide op in Naaldwijk en doorliep het Segbroek College in Den Haag. Op haar zeventiende verhuisde zij, in verband met haar schaatscarrière, naar Heerenveen om in Thialf te kunnen trainen. Ze behaalde haar vwo-diploma aan de OSG Sevenwolden. Ze studeerde rechten aan de Open Universiteit.

## Overlijden
Eind juni 2020 werd Van Ruijven ernstig ziek tijdens een trainingsstage in Frankrijk. Voor vertrek was ze nog gezond bevonden, maar in Frankrijk belandde ze uiteindelijk op de ic-afdeling van een ziekenhuis. Ze kampte in Frankrijk met een stoornis aan het immuunsysteem waarbij complicaties ontstonden. Op 10 juli 2020 overleed Van Ruijven in het ziekenhuis van Perpignan. Van Ruijven kreeg een publiek eerbetoon in het ijsstadion Thialf op 22 juli waar een rouwauto met haar lichaam een ronde maakte over het ijs. Een dag later reed de rouwauto een laatste ronde bij skeelervereniging de Uithof in Den Haag. Daarna volgde de uitvaart in besloten kring. Uit eerbetoon en ter nagedachtenis aan haar reden shorttrackers wedstrijden met een luipaardprint hartje op hun helm of schaatspak.

## Persoonlijke records
| Afstand                       | Tijd     | Datum            | Locatie               | Locatie                          | Overig |
| Afstand                       | Tijd     | Datum            | Baan                  | Plaats                           | Overig |
| ----------------------------- | -------- | ---------------- | --------------------- | -------------------------------- | ------ |
| 500 meter                     | 42,982   | 4 november 2018  | Olympic Oval          | Calgary, Canada                  |        |
| 1000 meter                    | 1.28,006 | 10 november 2018 | Utah Olympic Oval     | Salt Lake City, Verenigde Staten |        |
| 1500 meter                    | 2.23,588 | 17 maart 2018    | Maurice Richard Arena | Montréal, Canada                 |        |
| 3000 meter                    | 5.14,025 | 4 januari 2015   | Jaap Edenbaan         | Amsterdam, Nederland             |        |
| 3000 meter aflossing          | 4.03,471 | 20 februari 2018 | Gangneung Ice Arena   | Gangneung, Zuid-Korea            | WR     |
| 2000 meter gemengde aflossing | 2.38,512 | 11 november 2018 | Utah Olympic Oval     | Salt Lake City, Verenigde Staten | [ 5 ]  |

## Resultaten

### Olympische Winterspelen & Wereld-, Europese en Nederlandse kampioenschappen
| Jaar | Evenement                    | Locatie                  | 500 meter                                   | 1000 meter                                  | 1500 meter                                  | 3000 meter (superfinale)                    | Klassement                                  | 3000 meter aflossing                        |
| ---- | ---------------------------- | ------------------------ | ------------------------------------------- | ------------------------------------------- | ------------------------------------------- | ------------------------------------------- | ------------------------------------------- | ------------------------------------------- |
| 2011 | Wereldkampioenschappen       | Sheffield, Engeland      | Niet deelgenomen                            | Niet deelgenomen                            | Niet deelgenomen                            | Niet deelgenomen                            | Niet deelgenomen                            | Niet deelgenomen                            |
| 2011 | Europese kampioenschappen    | Heerenveen, Nederland    | Niet deelgenomen                            | Niet deelgenomen                            | Niet deelgenomen                            | Niet deelgenomen                            | Niet deelgenomen                            | Niet deelgenomen                            |
| 2011 | Nederlandse kampioenschappen | Groningen, Nederland     | 5e                                          | 7e                                          | 4e                                          | 6e                                          | 6e                                          | –                                           |
| 2012 | Wereldkampioenschappen       | Shanghai, China          | Niet deelgenomen                            | Niet deelgenomen                            | Niet deelgenomen                            | Niet deelgenomen                            | Niet deelgenomen                            | Niet deelgenomen                            |
| 2012 | Europese kampioenschappen    | Mladá Boleslav, Tsjechië | Niet deelgenomen                            | Niet deelgenomen                            | Niet deelgenomen                            | Niet deelgenomen                            | Niet deelgenomen                            | Niet deelgenomen                            |
| 2012 | Nederlandse kampioenschappen | Heerenveen, Nederland    | 4e                                          | 4e                                          | Brons                                       | 4e                                          | Brons                                       | –                                           |
| 2013 | Wereldkampioenschappen       | Debrecen, Hongarije      |                                             |                                             |                                             |                                             |                                             | 6e                                          |
| 2013 | Europese kampioenschappen    | Malmö, Zweden            |                                             |                                             |                                             |                                             |                                             | Goud                                        |
| 2013 | Nederlandse kampioenschappen | Amsterdam, Nederland     | 4e                                          | 4e                                          | 6e                                          | 5e                                          | 4e                                          | –                                           |
| 2014 | Olympische Winterspelen      | Sotsji, Rusland          | 17e                                         |                                             |                                             | –                                           | –                                           | PEN                                         |
| 2014 | Wereldkampioenschappen       | Montréal, Canada         |                                             |                                             |                                             |                                             |                                             | 5e                                          |
| 2014 | Europese kampioenschappen    | Dresden, Duitsland       |                                             |                                             |                                             |                                             |                                             | Goud                                        |
| 2014 | Nederlandse kampioenschappen | Amsterdam, Nederland     | Niet deelgenomen                            | Niet deelgenomen                            | Niet deelgenomen                            | Niet deelgenomen                            | Niet deelgenomen                            | Niet deelgenomen                            |
| 2015 | Wereldkampioenschappen       | Moskou, Rusland          | 17e                                         | 12e                                         | 31e                                         |                                             | 20e                                         |                                             |
| 2015 | Europese kampioenschappen    | Dordrecht, Nederland     | 8e                                          | 10e                                         | 4e                                          | 5e                                          | 8e                                          | Zilver                                      |
| 2015 | Nederlandse kampioenschappen | Amsterdam, Nederland     | Goud                                        | Zilver                                      | 5e                                          | Goud                                        | Goud                                        | –                                           |
| 2016 | Wereldkampioenschappen       | Seoel, Zuid-Korea        |                                             |                                             |                                             |                                             |                                             | 6e                                          |
| 2016 | Europese kampioenschappen    | Sotsji, Rusland          | Zilver                                      | 22e                                         | 8e                                          | Brons                                       | 4e                                          | Goud                                        |
| 2016 | Nederlandse kampioenschappen | Amsterdam, Nederland     | Goud                                        | 6e                                          | 4e                                          | 5e                                          | 4e                                          | –                                           |
| 2017 | Wereldkampioenschappen       | Rotterdam, Nederland     |                                             |                                             |                                             |                                             |                                             | 4e                                          |
| 2017 | Europese kampioenschappen    | Turijn, Italië           |                                             |                                             |                                             |                                             |                                             | Brons                                       |
| 2017 | Nederlandse kampioenschappen | Amsterdam, Nederland     | 12e                                         | 12e                                         | 6e                                          |                                             | 9e                                          | –                                           |
| 2018 | Olympische Winterspelen      | Pyeongchang, Zuid-Korea  | 20e                                         | 13e                                         |                                             | –                                           | –                                           | Brons                                       |
| 2018 | Wereldkampioenschappen       | Montréal, Canada         | 13e                                         | PEN                                         | 13e                                         |                                             | 16e                                         | Zilver                                      |
| 2018 | Europese kampioenschappen    | Dresden, Duitsland       | PEN                                         | 5e                                          | 9e                                          | 6e                                          | 8e                                          | 6e                                          |
| 2018 | Nederlandse kampioenschappen | Heerenveen, Nederland    | Zilver                                      | Zilver                                      | 6e                                          | 4e                                          | Brons                                       | –                                           |
| 2019 | Wereldkampioenschappen       | Sofia, Bulgarije         | Goud                                        | PEN                                         | PEN                                         | DNF                                         | 4e                                          | 4e                                          |
| 2019 | Europese kampioenschappen    | Dordrecht, Nederland     | Brons                                       | 4e                                          | 10e                                         | 5e                                          | 7e                                          | Goud                                        |
| 2019 | Nederlandse kampioenschappen | Heerenveen, Nederland    | Goud                                        | Goud                                        | Brons                                       | Brons                                       | Goud                                        | –                                           |
| 2020 | Wereldkampioenschappen       | Seoul, Zuid-Korea        | Kampioenschap gecanceld vanwege conoravirus | Kampioenschap gecanceld vanwege conoravirus | Kampioenschap gecanceld vanwege conoravirus | Kampioenschap gecanceld vanwege conoravirus | Kampioenschap gecanceld vanwege conoravirus | Kampioenschap gecanceld vanwege conoravirus |
| 2020 | Europese kampioenschappen    | Debrecen, Hongarije      | 4e                                          | Zilver                                      | 33e                                         | 5e                                          | 4e                                          | Goud                                        |
| 2020 | Nederlandse kampioenschappen | Heerenveen, Nederland    | 5e                                          | Brons                                       | Brons                                       | Zilver                                      | Brons                                       | -                                           |

### Wereldkampioenschappen shorttrack junioren
| Jaar | Evenement                       | Locatie              | 500 meter | 1000 meter | 1500 meter | 1500 meter (superfinale) | Klassement | 3000 meter aflossing |
| ---- | ------------------------------- | -------------------- | --------- | ---------- | ---------- | ------------------------ | ---------- | -------------------- |
| 2010 | Wereldkampioenschappen junioren | Taipei, Taiwan       | 34e       | 22e        | 36e        |                          | 31e        |                      |
| 2011 | Wereldkampioenschappen junioren | Courmayeur, Italië   | Zilver    | 23e        | 39e        | 6e                       | 6e         |                      |
| 2012 | Wereldkampioenschappen junioren | Melbourne, Australië | 10e       | 18e        | 34e        |                          | 20e        |                      |

### Wereldbekermedailles
500 meter
 Calgary, Canada: 2018/2019
 Toronto, Canada: 2015/2016
 Almaty, Kazachstan: 2018/2019
 Dresden, Duitsland: 2018/2019
 Dresden, Duitsland: 2015/2016
3000 meter aflossing
 Dresden, Duitsland: 2012/2013
 Dresden, Duitsland: 2016/2017
 Seoel, Zuid-Korea: 2017/2018
 Almaty, Kazachstan: 2018/2019
 Calgary, Canada: 2016/2017
 Salt Lake City, Verenigde Staten: 2016/2017
 Gangneung, Zuid-Korea: 2016/2017
 Dresden, Duitsland: 2018/2019
 Shanghai, China: 2015/2016
 Shanghai, China: 2016/2017
 Eindklassement 3000 meter aflossing: 2016/2017
2000 meter gemengde aflossing
 Calgary, Canada: 2018/2019
 Salt Lake City, Verenigde Staten: 2018/2019